# Grup M101
El Grup M101 és un grup de galàxies localitzat a la constel·lació de l'Ossa Major. Aquest grup està anomenat amb el nom del membre més lluent del grup, la Galáxia del Molinet (M101), on molts dels membres del grup són companys seus. El grup és un dels molts localitzats en el Supercúmul de Verge (Supercúmul local).

## Grups pròxims
El Grup M51, que inclouen la galáxia del Remolí (M51) i la Galáxia del Gira-sol (M63), està localitzat al sud-est del Grup M101, i el Grup NGC 5866 està localitzat al nord-oest. Les distàncies per a aquests tres grups (determinades per les distàncies del membres individuals) són similars, i suposen que el Grup M51, el Grup M101 i el Grup NGC 5866 són actualment parts d'un gran grup. Però, molts dels mètodes per a identificació (incloent d'algunes referències citades dalt) són identificats com a grups separats.